# Emmanuel Culio
Juan Emmanuel Culio (* 30. August 1983 in Mercedes) ist ein ehemaliger argentinischer Fußballspieler.

## Karriere
Culio begann seine Karriere in der Jugendabteilung vom CSD Flandria. 2004 wechselte er zu Club Almagro. Ein Jahr später wechselte er zu CA Independiente, ehe er 2006 zu Racing Club wechselte. Im Januar 2007 wechselte er zu Deportes La Serena in die chilenische Primera División. 2008 wechselte Culio für 600.000 Euro in die rumänischen Liga 1 zu CFR Cluj. Am 1. August 2007 gab er sein Debüt in der Liga 1, als er beim 1:0-Sieg gegen Oțelul Galați spielte. Internationale Aufmerksamkeit erregte er am 16. September 2008, als er in der UEFA Champions League gegen den AS Rom beide Tore zum 2:1-Sieg beisteuerte und zum „Man of the Match“ gewählt wurde.
In der Winterpause der Saison 2010/11 wechselte Culio in die Türkei zu Galatasaray Istanbul. Seine Ablösesumme betrug zwei Millionen Euro. Culio verließ Galatasaray nach einer halben Saison auf Leihbasis zu Orduspor. Culio wurde für die Saison 2012/13 an Mersin İdman Yurdu verliehen. Mersin Idman Yurdu kann den argentinischen Mittelfeldspieler verpflichten, falls der Klub bis zum 15. Januar 2013 eine Ablösesumme von 1,5 Millionen Euro bezahlt. Nachdem sein Verein zum Saisonende den Klassenerhalt in der Süper Lig verpasst hatte, wurde die Kaufoption nicht gezogen.
Am 7. August 2013 wurde der Vertrag zwischen Culio und Galatasaray aufgelöst. Er wechselte zu Deportivo La Coruña in die spanische Segunda División. Anfang 2014 verpflichtete ihn al-Wasl aus Dubai. Im Sommer 2014 kehrte er in die Segunda División zurück und schloss sich der UD Las Palmas an, mit der er 2015 in die erste Liga aufstieg. Im Februar 2016 wechselte er zum Zweitligisten Real Saragossa. Ab Mitte 2016 spielt er für Ligakonkurrent RCD Mallorca. Am Saisonende musste er mit seinem Team absteigen.
Im Sommer 2017 kehrte Culio zu CFR Cluj zurück. Dort gewann er in der Spielzeit 2017/18 seine dritte Meisterschaft. Bis Ende 2021 spielte Culio für CFR Cluj. Seitdem ist er vereinslos.

## Erfolge/Titel
- Rumänischer Meister (3): 2007/08, 2009/10, 2017/18
- Rumänischer Pokalsieger (3): 2007/08, 2008/09, 2009/10